# Seed
Seed var et danskproduceret MMORPG udviklet af Runestone Game Development. Spillet havde primært fokus på interaktion mellem spillere og diplomati, og havde i modsætning til mange andre MMORPG'er ingen kamp-elementer.
Betatests begyndte 1. februar 2006, med en planlagt udgivelsdato den 2. maj 2006.
Investorerne krævede dog at spillet skulle ud i april 2006 for at skabe noget omsætning. Spillet var dog langt fra færdigt og serveren gik ned flere gange i timen. Der blev dog opbygget et lille men stærkt community omkring spillet, specielt på deres IRC-kanal.[kilde mangler]
Runestone erklærede sig officielt konkurs 28. september 2006 i et offentlig nyhedsbrev skrevet af CEO Lars Kroll Kristensen på deres hjemmeside. Grunden var manglende aftaler med udgivere, og andre MMO firmaer.